# TNFRSF10D
TNFRSF10D (англ. TNF receptor superfamily member 10d) – білок, який кодується однойменним геном, розташованим у людей на короткому плечі 8-ї хромосоми. Довжина поліпептидного ланцюга білка становить 386 амінокислот, а молекулярна маса — 41 823.
| 10         |  | 20         |  | 30         |  | 40         |  | 50         |
| ---------- |  | ---------- |  | ---------- |  | ---------- |  | ---------- |
| MGLWGQSVPT |  | ASSARAGRYP |  | GARTASGTRP |  | WLLDPKILKF |  | VVFIVAVLLP |
| VRVDSATIPR |  | QDEVPQQTVA |  | PQQQRRSLKE |  | EECPAGSHRS |  | EYTGACNPCT |
| EGVDYTIASN |  | NLPSCLLCTV |  | CKSGQTNKSS |  | CTTTRDTVCQ |  | CEKGSFQDKN |
| SPEMCRTCRT |  | GCPRGMVKVS |  | NCTPRSDIKC |  | KNESAASSTG |  | KTPAAEETVT |
| TILGMLASPY |  | HYLIIIVVLV |  | IILAVVVVGF |  | SCRKKFISYL |  | KGICSGGGGG |
| PERVHRVLFR |  | RRSCPSRVPG |  | AEDNARNETL |  | SNRYLQPTQV |  | SEQEIQGQEL |
| AELTGVTVES |  | PEEPQRLLEQ |  | AEAEGCQRRR |  | LLVPVNDADS |  | ADISTLLDAS |
| ATLEEGHAKE |  | TIQDQLVGSE |  | KLFYEEDEAG |  | SATSCL     |  |            |

A: Аланін

C: Цистеїн

D: Аспарагінова кислота

E: Глутамінова кислота

F: Фенілаланін

G: Гліцин

H: Гістидин

I: Ізолейцин

K: Лізин

L: Лейцин

M: Метіонін

N: Аспарагін

P: Пролін

Q: Глутамін

R: Аргінін

S: Серин

T: Треонін

V: Валін

W: Триптофан

Кодований геном білок за функцією належить до рецепторів. 
Задіяний у такому біологічному процесі, як апоптоз. 
Локалізований у мембрані.